# Condado de St. Lawrence
O Condado de Saint Lawrence é um dos 62 condados do Estado americano de Nova Iorque. A sede do condado é Canton, e sua maior cidade é Canton. O condado possui uma área de 7 308 km²(dos quais 352 km² estão cobertos por água), uma população de 111 931 habitantes, e uma densidade populacional de 16 hab/km² (segundo o censo nacional de 2000). O condado foi fundado em 1802.